# Церковь Воскресения Словущего (Куплиям)
Церковь Воскресения Словущего — приходской храм Егорьевского 1-го благочиннического округа Коломенской епархии Русской православной церкви в селе Куплиям Егорьевского района Московской области, построенный в 1879 году. Здание церкви является объектом культурного наследия и находится под охраной государства. В настоящее время храм восстанавливается, действует, ведутся богослужения.

## История храма
С XIV века старинной волостью Купля владели Рязанские князья. По повелению Иоанна Грозного волость была приписана к Николо-Радовицкому монастырю. Приблизительно в 1684 году произошло слияние соседних поселений Купля и Ям образовалось небольшое сельцо, название которого — Куплиям.
В окладной книге Старорязанской десятины от 1676 года село Купля упоминается с ветхой церковью Воскресения Христова. В 1774 году тщанием прихожан была возведена новая деревянная церковь, освящение которой состоялось в 1776 году. Покровский придел, пристроенный к церкви был освящён в 1777 году. В 1805 году прихожане осилили строительство колокольни. В 1815 году вся церковь была покрыта новым тесом. Однако этот храм сгорел дотла.
В марте 1849 года прихожане Воскресенской церкви обратились к архиепископу Рязанскому и Зарайскому Гавриилу (Городкову) с просьбой разрешить им построить теплый храм на благотворительные взносы и средства прихода. Новый храм был возведён в 1857 году. В 1863 году вновь здание подверглось пожару и было уничтожено.
В 1865 году началось новое строительство каменного храма, которое продолжалось 14 лет. Постройка была возведена в лаконичных формах позднего ампира. Окончание строительства пришлось на 1879 год. Была оборудована тёплая трапезная с приделами в честь Вознесения Господня и Покрова Пресвятой Богородицы. Освещение трапезной состоялось в 1860-х годах, на 10 лет раньше окончания строительства самого храма.
Одновременно с храмом была построена высокая столпообразная четырехъярусная колокольня, которую венчал шпиль с вызолоченным крестом. Церковь была освящена только в 1886 году и огорожена каменной оградой. При церкви работала и церковноприходская школа. До закрытия в храме хранилось Евангелие, изданное в 1640 году.
В 1909 году были произведены работы по росписи внутренних стен храма масляными красками. В 1914 году произошёл пожар, при котором пострадали и основное здание храма, и его трапезная часть с приделами. Роспись также была уничтожена огнем. В 1915 году церковь отремонтировали и заново расписали.
Попытки закрыть храм принимались в 1920-х и в 1930-х годах, но окончательно церковь была закрыта в 1941 году. Храм был разграблен и разорён. Пять колоколов были сброшены и разбиты. Помещение стали использовать под нужд колхоза.
В 1998 году была возобновлена и зарегистрирована православная община. С этого периода в храме идут реставрационные работы. В настоящее время, установлены двери, окна и полы, поставлен временный иконостас.
В 2011 году на круглой ротонде храма был возведён купол с главкой и крестом. Реставрационные работы продолжаются. Храм действует, в нём проводятся богослужения. 